# Tumbas saadíes
Situadas al norte de la Casba pegadas a la pared sur de la mezquita Moulay El Yazid, las tumbas saadíes de Marrakech datan de los tiempos del sultán Ahmad al-Mansur (1578-1603). Las tumbas fueron redescubiertas en 1917 y restauradas por los servicios de Bellas Artes. Las tumbas son, por su bella decoración, una de las mayores atracciones para los visitantes de Marrakech.
A finales del siglo XVII en la época de Mulay Ismael fue tapiada su entrada y hasta 1917, cuando los franceses hicieron un estudio aéreo para la creación de mapas de la ciudad, no fueron redescubiertas.
Existen dos mausoleos:
El principal consta de tres salas. La más famosa es la central que con sus doce columnas de mármol blanco de Carrara sostiene una cúpula de madera de cedro tallada, con su decoración de estuco y maderas pintadas. Esta sala contiene la tumba de Ahmad al-Mansur, su hijo Zidane, y los de sus sucesores inmediatos.
El segundo mausoleo fue construido por Ahmad al-Mansur para la tumba de su madre Lalla Messauda y es de forma cuadrada con dos salas laterales.
El mausoleo comprende los restos de unos sesenta miembros de la dinastía Saadí, entre los cuales están los de Áhmad al-Mansur y su familia. 
En los jardines que comunican los dos edificios se encuentran tumbas de los soldados y sirvientes.